# Angela Steinmüller
Angela Steinmüller, née en 1941 à Schmalkalden, est une mathématicienne et romancière de science-fiction allemande.

## Biographie
Angela Steinmüller grandit à Berlin. Elle passe son baccalauréat grâce à des cours du soir. Elle fait des études de mathématiques de 1971 à 1975 à l'Université Humboldt de Berlin. Elle exerce le métier d'écrivain indépendant depuis 1980. Elle est, avec son mari Karlheinz Steinmüller, un des auteurs de science-fiction ayant le plus profondément travaillé sur les mécanismes sociétaux et les structures sociales.

## Prix
- 1993 : prix Kurd-Laßwitz de la meilleure nouvelle pour Der Kerzenmacher ;
- 1995 : prix Kurd-Laßwitz de la meilleure nouvelle pour Leichter als Vakuum (avec Karlheinz Steinmüller et Erik Simon)
- 2004 : prix Kurd-Laßwitz de la meilleure nouvelle pour Vor der Zeitreise (avec Karlheinz Steinmüller)

## Publications
- Angela Steinmüller, Karlheinz Steinmüller et Angela Steinmüller, Warmzeit: Geschichten aus dem 21. Jahrhundert, Memoranda, coll. « Werke in Einzelausgaben / Angela und Karlheinz Steinmüller ; herausgegeben von Erik Simon », 2022 (ISBN 978-3-948616-62-5)